# John Obi Mikel
John Michael Nchekwube Obinna (Jos, 22 de abril de 1987), más conocido como John Obi Mikel, es un exfutbolista nigeriano que jugaba en el puesto de centrocampista.

## Trayectoria
Nació en Jos, Nigeria, como John Michael Nchekwube Obinna, el hijo de Michael Obi, que dirige una empresa de transporte inter-estatal en Jos, la capital del estado de Plateau. A medida que su padre era un miembro del grupo étnico igbo, para el Igbo "Nchekwube" significa "esperanza" y "Obinna" significa "corazón del Padre". 
Comenzó su carrera en el fútbol oficial a la edad de 12 años cuando Pepsi Football Academy a la hora tomó como futbolista talentoso de más de 3000 jóvenes talentos. Un equipo que en ese momento era bien conocido por dar la vuelta a Nigeria a la búsqueda de lo mejor que hay de todas las futuras estrellas próximas, los jóvenes talentos para pasar más tarde al fútbol un poco más profesional. Ya entonces Obi se destacó a todos los scouts. Él fue elegido para jugar en un equipo de alto vuelo como es el Plateau United FC, también se conoce por hacer estrellas de jugadores como Celestine Babayaro, Victor Obinna, Christian Obodo y muchos más que pasaron a jugar en equipos europeos y representar a su país más adelante en sus carreras. Más tarde conocido como John Obi Mikel fue ganando títulos para su país en el Mundial Sub-17 celebrado en Finlandia. Jugó durante una breve estancia en Sudáfrica con el Ajax Cape Town FC.
Durante los preparativos del Mundial Sub-17 del 2003, la Asociación de Fútbol de Nigeria, transmitidó por error a Mikel como "Michael" para el torneo en Finlandia. Se decidió mantener el nombre de nuevo, diciendo que tenía un anillo especial para él. El 31 de julio de 2006, afirmó que prefiere que le llamen Mikel John Obi en lugar de John Obi Mikel, como se le ha llamado con mayor frecuencia. 
En el verano de 2005, Mikel jugó para Nigeria en el Campeonato Mundial Juvenil celebrado en los Países Bajos. Tenía un excelente torneo hasta Nigeria, llegó a la final, donde perdió por 2-1 ante Argentina. Obi ganó el Balón de Plata después de haber sido votado en el torneo como segundo mejor jugador.

### Controvertido traspaso a Inglaterra
El 29 de abril de 2005, pocos días después que Mikel cumplió 18 años, el Manchester United de la Premier League anunció que había llegado a un acuerdo con el club noruego en Oslo para firmar al jugador. El sitio web del club también afirmó que habían hecho un trato directo con el adolescente y que él había firmado un contrato para unirse a ellos. Los agentes de Mikel fueron dejados de lado ya que el club persuadió al joven para firmar un contrato de cuatro años sin representación. Lyn Oslo al parecer envió un fax a sus agentes en el extranjero, alegando que sus servicios ya no eran necesarios para Mikel. Los informes dijeron que el acuerdo fue valorado inicialmente en 4 millones de libras, y se ve que el jugador llega a Old Trafford en enero de 2006.
Su rival de la Liga Premier, el Chelsea, más tarde emitió una reconvención lo que sugiere que ya tenía un acuerdo con Mikel y sus agentes, pero Lyn Oslo negó esta afirmación. Sin embargo, informes posteriores indicaron que el Chelsea afirmó haber estado involucrado en la organización de movimiento original del jugador a Inglaterra, con miras a la firma de él en una fecha posterior. Además la sustancia se añadió a esta afirmación después de que se reveló que el jugador del Chelsea, había impresionado a José Mourinho, durante el entrenamiento con el primer equipo del club en el verano de 2004.
Mikel expresó su satisfacción por unirse al United en una precipitada conferencia de prensa, donde fue fotografiado sosteniendo una camiseta del Manchester United, que llevaba el número 21. Después de su firma del contrato para incorporarse al Manchester United, hubo denuncias de Noruega que había recibido varias llamadas telefónicas amenazantes de fuentes desconocidas. Mikel se le asignó un guardia de seguridad y se trasladó a una caja fuerte. Sin embargo, el 11 de mayo de 2005, el mediocampista se perdió durante un partido de la Copa de Noruega contra Klemetsrud, que no había sido seleccionado para el partido, pero había estado observando desde las gradas. Mientras que el jugador se cree que han dejado con uno de sus agentes, John Shittu, que para entonces ya había volado para cumplir con Mikel, su desaparición provocó la cobertura de los medios de comunicación masiva en Noruega y también provocó una investigación policial después de que el director del Lyn Oslo Morgan Andersen hizo afirmaciones en los medios de comunicación noruegos de que Mikel había sido "secuestrado". Estas afirmaciones fueron repetidas después por el asistente del Manchester United, gerente de Carlos Queiroz, quien acusó al Chelsea de estar involucrado en el presunto "secuestro".
Posteriormente se supo que Mikel había viajado a Londres con su agente John Shittu. El director técnico del Manchester United, Alex Ferguson, considera viajar a Oslo, para visitar a Mikel, pero decidió después de que se informó que Mikel había abandonado el país, alojarse en un hotel de Londres, y unos nueve días después de desaparecer, Mikel declaró en Sky Sports News que había sido obligado a firmar el contrato con el United, sin su agente presente, las declaraciones fueron furiosamente rechazadas por el Manchester United y Lyn Oslo. Mikel dijo a los medios británicos que el Chelsea era el club que él realmente quería firmar. En respuesta a estos eventos, Reino Unido presentó una queja oficial a la FIFA sobre el comportamiento del Chelsea y los agentes del jugador, John Shittu y Rune Hauge. La FIFA rechazó estas afirmaciones en agosto de 2005 afirmando que había pruebas suficientes para presentar una demanda contra el Chelsea.
Tras el torneo, Mikel no pudo volver a Lyn Oslo, y el club presentó una denuncia ante la FIFA. El 12 de agosto de 2005, la FIFA decidió que Mikel debe volver a Lyn Oslo para cumplir su contrato con el club noruego, mientras que decidiría en una fecha posterior si el contrato que firmó con el United debe ser confirmada o cancelada. Después de un retraso de más de un mes, Mikel cumplió con la decisión de la FIFA y volvió a Lyn Oslo a principios de septiembre de 2005 después de una ausencia de tres meses.

#### Traspaso resuelto
En lugar de dejar a la FIFA para determinar la validez del contrato firmado con el Manchester United, Chelsea, intervino como voluntario para resolver la saga de transferencia a través de la negociación con Lyn Oslo y el Manchester United.
El 2 de junio de 2006, Chelsea, Manchester United y el Lyn Oslo, llegaron a un acuerdo para resolver el futuro del jugador. Para que Mikel pudiera ser transferido al Chelsea, Manchester United, acordó poner fin a su acuerdo de opción con Mikel. Bajo los términos de este acuerdo el Chelsea acordó pagar el Manchester United 12 millones de euros, la mitad pagado a la finalización del contrato y la otra mitad en junio de 2007, y el Lyn Oslo 4 millones de euros, la mitad por pagar de inmediato y la otra mitad en junio de 2007. Como resultado de este acuerdo, todas las reclamaciones en esta materia fueron retiradas. El 19 de julio de 2006, al Chelsea se le concedió un permiso de trabajo para el centrocampista después de haber completado la firma de 16 millones de euros en junio de 2006.
A raíz de la transferencia, Morgan Andersen, que tenía una condena anterior por falsificación de documentos oficiales, fue declarado culpable de fraude y de hacer acusaciones falsas y da un año de prisión suspendida por un tribunal de Oslo. El tribunal también le ordenó pagar 20.000 coronas (£ 1,944) en los costos. Chelsea hizo una afirmación del Tribunal Superior de 16 millones de libras contra el Lyn Oslo y Andersen tras la condena, alegando que el acuerdo acordado previamente no era vinculante como "la transferencia se basó en una declaración fraudulenta, ahora demostrada por un tribunal de justicia". Esta afirmación se resolvió posteriormente fuera de los tribunales.

### Chelsea

#### Temporada 2006-07

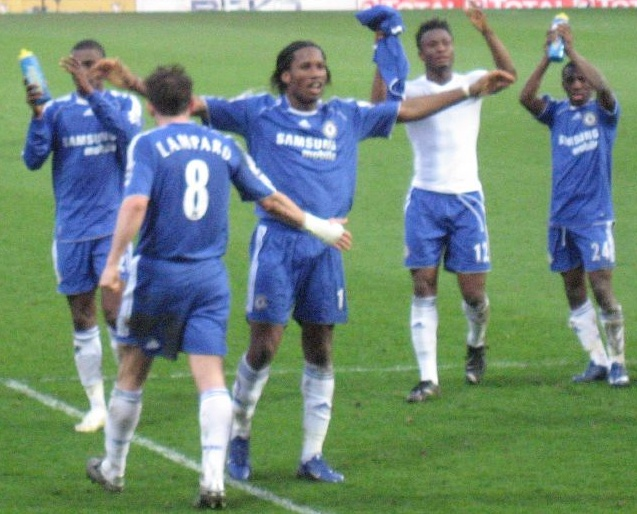
Mikel (de blanco) junto a sus compañeros de equipo.

El 12 de septiembre de 2006, Mikel hizo su primera titularidad para el Chelsea en la UEFA Champions League contra el Levski Sofia y se llevó un potente disparo que el arquero no pudo salvar y Didier Drogba se abalanzó sobre el rebote. Mikel recibió muchos comentarios positivos por su actuación en el partido. Sin embargo, desde que fue expulsado en un partido contra el Reading el 14 de octubre de 2006, Mikel fue multado en tres ocasiones separadas por el Chelsea por haberse presentado tarde a la formación.
En ese momento, el entrenador del Chelsea, José Mourinho, creía que tenía grandes reservas sobre su estilo de vida fuera de Stamford Bridge y los informes del club, teniendo en cuenta la descarga del jugador. Mikel fue abandonado hace más de un mes, durante el cual su padre Michael expresó sus preocupaciones sobre el comportamiento de su hijo. Después de la puntualidad mejorada y presentaciones en las sesiones de entrenamiento, Mikel obtuvo una recuperación al entrar de tiular en la victoria de la fase de grupos de la UEFA Champions League frente el Werder Bremen el 23 de noviembre de 2006. Mikel marcó su primer gol para el Chelsea en la victoria 6-1 sobre el Macclesfield Town el 6 de enero de 2007. Él también anotó contra el Nottingham Forest en la siguiente ronda de la competición. Durante el triunfo del Chelsea en la final de la Carling Cup en 2007, Mikel fue expulsado en tiempo de descuento (al llegar al campo como suplente) tras chocar con Kolo Touré, el incidente fue seguido por una pelea enorme, en el que Touré y Emmanuel Adebayor, del Arsenal fueron expulsados, Cesc Fàbregas y Frank Lampard fueron reservados y José Mourinho y Arsene Wenger estuvieron involucrados en el incidente en el campo de juego.
En los juegos posteriores, Mourinho desplegó a Mikel como titular en la celebración de un papel clave en los juegos donde impresionó mucho, sobre todo en la sexta ronda de la FA Cup frente al Tottenham, los cuartos de final de la UEFA Champions League frente al Valencia CF, las semifinales de la UEFA Champions League frente al Liverpool FC y también la victoria en la final de la FA Cup ante el Manchester United. La altura de Mikel y de gran fuerza, unida a un buen control del balón y una gama extraordinariamente amplia de paso, le permite no sólo para impedir los ataques contrarios, sino también para difundir la obra de teatro con eficacia. Con la salida de Claude Makélélé, Mikel ha sido ampliamente favorito para ser su sucesor en el mediocampo defensivo, y, finalmente, mostrar el potencial que persuadió al Chelsea a pagar £16 millones por él.

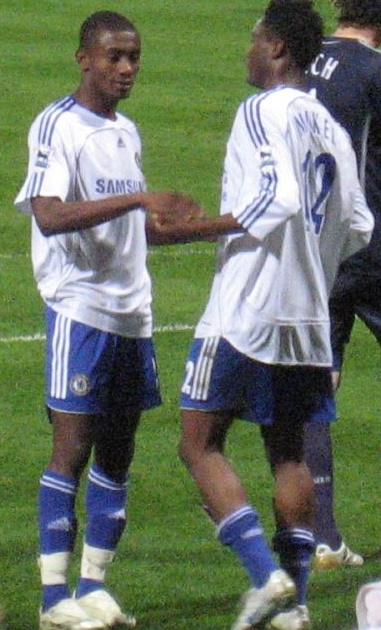
Mikel junto a su compañero de equipo Salomon Kalou

#### Temporada 2007-08
Mikel fue expulsado por tercera vez en su carrera en septiembre de 2007, cuando Mike Dean le despidió por una entrada contra el defensor del Manchester United Patrice Evra. Chelsea apeló la tarjeta roja, pero tuvo una suspensión de tres partidos.
También fue enviado fuera de la semifinal de la Carling Cup contra el Everton, en un reto contra Phil Neville. A pesar de esto, volvió con fuerza para redondear lo que ha sido unas buenas primeras dos temporadas para él en el Chelsea.

#### Temporada 2008-09
El verano de 2008 el centrocampista Claude Makélélé fue transferido al Paris Saint-Germain, dejando la posición de centrocampista defensivo vacante. A lo largo de la temporada 2008/09, Mikel vio una gran cantidad de tiempo de juego debido a una lesión de Michael Essien. Durante este período de acción mayor, Mikel realizó una labor admirable en el papel. Su cada vez mejor juego fue elogiado por el entrenador del Chelsea, Luiz Felipe Scolari, y su importancia para el equipo fue subrayado cuando se proporcionó el tiro libre que Salomon Kalou anotó para igualar contra el Manchester United. Él jugó muy bien en la temporada 2008-09 que fue nominado para el jugador de club y jugador joven de la temporada. El 24 de enero de 2009, Mikel fue acusado de conducir ebrio, unas horas antes del partido de la FA Cup frente al Ipswich Town, Mikel no iba a jugar porque él estaba cumpliendo una suspensión. A pesar de que tenía todo ese trabajo el 22 de julio, Mikel firmó un nuevo contrato de cinco años con el Chelsea.

#### Temporada 2009-10

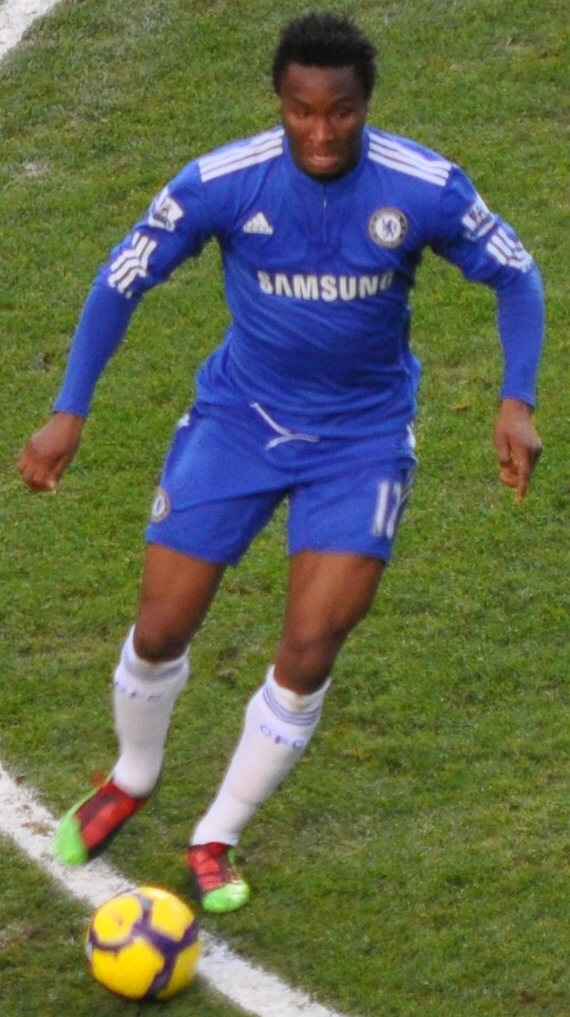
Mikel jugando frente al Fulham el 28 de diciembre de 2009

El 13 de febrero de 2010, Mikel lanzó un balón largo a Didier Drogba para que lograra superar al arquero David Marshall en la victoria 4-1 de la octava ronda de la FA Cup frente al Cardiff City. Mikel en la victoria 5-0 en las semifinales de la FA Cup asistió a Didier Drogba para que conviertese un gol para pasar a las finales de aquel torneo frente al Portsmouth FC donde el Chelsea se llevaría el título. Mikel jugó los noventa minutos en la victoria aplastante 7-1 del Chelsea frente al Aston Villa, para mantener la competencia por el título de la Premier League con el Manchester United. En su próximo partido de Premier League contra el United, Mikel jugó excelente en el mediocampo del Chelsea en la victoria 2-1 con goles de Joe Cole y Didier Drogba para quedar punteros de la competición con un punto de diferencia con sus rivales.
Bajo el nuevo gerente de Carlo Ancelotti, Mikel continuó actuando con eficiencia en su papel de centrocampista defensivo ya que jugó 32 partidos con los Blues y en mayo de 2010 recibió la medalla de ganador de la FA Cup y Premier League al ganar las dos competiciones en esta temporada.

#### Temporada 2010-11
Mikel y el Chelsea comenzaron la nueva campaña de la Premier League, jugando a la defensiva fuerte y la adición de acabados mortales. Mikel jugó los 90 y ayudó a mantener limpias las tres hojas, en los primeros tres partidos del Chelsea, ganándole al West Brom 6-0 el 14 de agosto, siete días más tarde aplastaron al Wigan Athletic por 6-0 y superaron al Stoke City 2-0 el 28 de agosto.
Mikel era la opción preferida en el mediocampo defensivo como compañero de equipo de Michael Essien, el cual pasó la mayor parte de la temporada en la banca con lesiones en las rodillas. El daño a la versátil de Essien obligó al club a jugar el nuevo fichaje de Ramires con más frecuencia en la segunda mitad de la temporada. Mikel apareció en 28 partidos en la Premier League para el Chelsea donde el equipo de Londres quedó en segundo lugar, a nueve puntos del campeón Manchester United. Después de la decepción de no ganar un título y una pérdida abismal por 1-0 ante el Everton en el último día de la temporada, el italiano Carlo Ancelotti, fue despedido por el club.

#### Temporada 2011-12

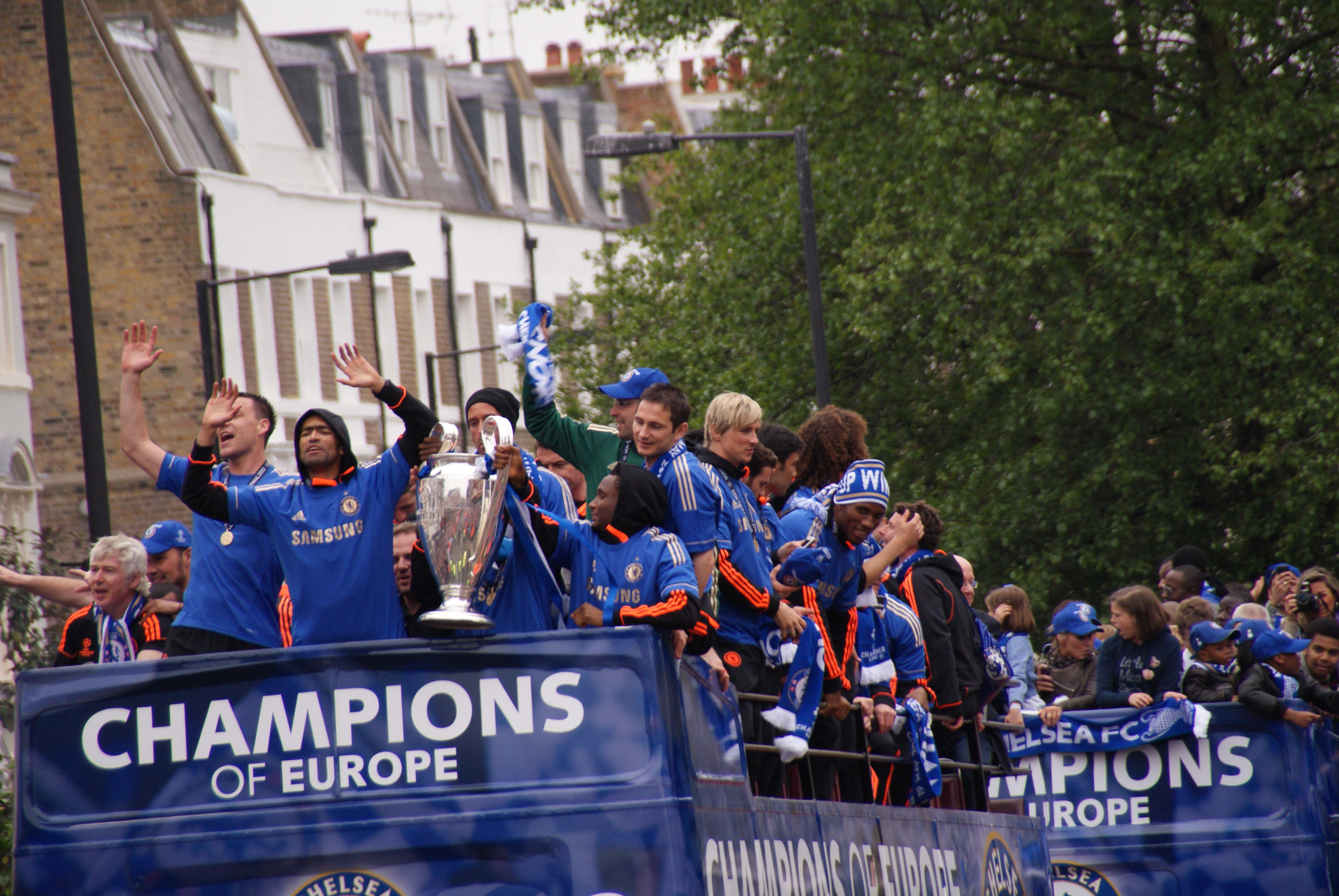
Mikel junto a sus compañeros de equipo celebrando el título de la UEFA Champions League

Antes del inicio de su campaña de la liga, el padre de Mikel fue secuestrado en su país natal, Nigeria, el 10 de agosto, a pesar de esto, Mikel comenzó en primer partido del club contra el Stoke City. Mikel estuvo a punto de reclamar al nuevo entrenador André Villas-Boas en su primer juego a cargo del Chelsea en un juego inspirado en los lados en el que empataron 0-0.
Debido a la larga lesión en la rodilla de Michael Essien, Mikel encontró más tiempo de juego, pero en la época navideña ha perdido su lugar a la nueva firma del Chelsea, Oriol Romeu. Después de una racha de partidos decepcionantes incluyendo una derrota catastrófica por 3-1 ante el Napoli en la UEFA Champions League en la ida de los octavos de final y una derrota por 1-0 ante el West Brom, André Villas-Boas fue despedido por el dueño del Chelsea Roman Abramovich. En estos dos partidos Mikel estuvo en el banquillo de los blues. Tras el nombramiento del excentrocampista del Chelsea Roberto Di Matteo, Mikel apareció en 16 de los últimos 20 partidos del club y fue titular en 14 de ellos, y comenzó a tocar algo de su mejor fútbol para el club.
Mikel jugó los 90 minutos en el 2-1 del Chelsea en la victoria sobre el Liverpool en la final de la FA Cup, el 5 de mayo de 2012, recogiendo una tarjeta amarilla en el minuto 36. La Premier League vio a Mikel aparecer en 22 partidos de liga, titular en 15 de ellos, así como jugar en ocho partidos previos a la aparición del equipo en la final de la UEFA Champions League contra el Bayern Múnich.
En la final en Múnich el 19 de mayo, Mikel jugó los 120 minutos que los lados empataron 1-1. Chelsea jugó una batalla defensiva dura y Mikel fue aclamado por el comentarista Jamie Redknapp de Sky Sports por jugar un juego excelente poniendo "en una actuación que no pensé que tenía en él, que fue la extinción de jugadas peligrosas en todas partes". El Chelsea se aclamó campeón con una victoria por 4-3 en la tanda de penales. Después de su rendimiento Mikel dijo a los periodistas que se trataba de la "mejor noche de nuestras vidas". Buenas actuaciones de Mikel en las etapas finales de la temporada y su despliegue impresionante en Múnich ayudó al Chelsea clasificarse a la UEFA Champions League de la próxima temporada de fútbol a pesar de terminar en el sexto lugar, golpeando rivales londinenses como el Tottenham Hotspur en cierto torneo.

## Selección nacional
El 6 de mayo de 2014 fue incluido por el entrenador de la selección nigeriana Stephen Keshi en la lista provisional de 30 jugadores que iniciarán los entrenamientos con miras a la Copa Mundial de Fútbol de 2014. El 2 de junio se confirmó su inclusión en la nómina definitiva de 23 jugadores.
Fue el capitán de la selección de Nigeria en la Copa Mundial de Fútbol de 2018, en la que no pudieron pasar de la primera fase.

### Participaciones en Copas del Mundo
| Mundial              | Sede         | Resultado        | Partidos | Goles |
| -------------------- | ------------ | ---------------- | -------- | ----- |
| Mundial Sub-17 2003  | Finlandia    | Primera fase     | 3        | 1     |
| Mundial Juvenil 2005 | Países Bajos | Subcampeón       | 7        | 1     |
| Mundial 2014         | Brasil       | Octavos de final | 4        | 0     |
| Mundial 2018         | Rusia        | Primera fase     | 3        | 0     |

### Participaciones en Copa Confederaciones
| Mundial                   | Sede   | Resultado    | Partidos | Goles |
| ------------------------- | ------ | ------------ | -------- | ----- |
| Copa Confederaciones 2013 | Brasil | Primera fase | 3        | 1     |

### Participaciones en Copa Africana
| Copa                           | Sede      | Resultado        | Partidos | Goles |
| ------------------------------ | --------- | ---------------- | -------- | ----- |
| Copa Africana de Naciones 2006 | Egipto    | Tercer lugar     | 5        | 1     |
| Copa Africana de Naciones 2008 | Ghana     | Cuartos de final | 4        | 1     |
| Copa Africana de Naciones 2010 | Angola    | Tercer lugar     | 5        | 0     |
| Copa Africana de Naciones 2013 | Sudáfrica | Campeón          | 6        | 0     |
| Copa Africana de Naciones 2019 | Egipto    | Tercer lugar     | 1        | 0     |

## Clubes
| Club                | País       | Año       | Partidos | Goles |
| ------------------- | ---------- | --------- | -------- | ----- |
| Plateau United      | Nigeria    | 2003-2004 | 1        | 0     |
| F. C. Lyn Oslo      | Noruega    | 2004-2006 | 5        | 1     |
| Chelsea F. C.       | Inglaterra | 2006-2017 | 421      | 7     |
| Tianjin Teda        | China      | 2017-2018 | 31       | 3     |
| Middlesbrough F. C. | Inglaterra | 2019      | 19       | 1     |
| Trabzonspor         | Turquía    | 2019-2020 | 2        | 0     |
| Stoke City F. C.    | Inglaterra | 2020-2021 |          |       |
| Al-Kuwait S. C.     | Kuwait     | 2021      |          |       |

## Palmarés

### Títulos nacionales
| Título                        | Club          | País       | Año  |
| ----------------------------- | ------------- | ---------- | ---- |
| Copa de la Liga de Inglaterra | Chelsea F. C. | Inglaterra | 2007 |
| FA Cup                        | Chelsea F. C. | Inglaterra | 2007 |
| FA Cup                        | Chelsea F. C. | Inglaterra | 2009 |
| Community Shield              | Chelsea F. C. | Inglaterra | 2009 |
| Premier League                | Chelsea F. C. | Inglaterra | 2010 |
| FA Cup                        | Chelsea F. C. | Inglaterra | 2010 |
| FA Cup                        | Chelsea F. C. | Inglaterra | 2012 |
| Copa de la Liga de Inglaterra | Chelsea F. C. | Inglaterra | 2015 |
| Premier League                | Chelsea F. C. | Inglaterra | 2015 |

### Títulos internacionales
| Título                       | Club (*)             | Sede           | Año  |
| ---------------------------- | -------------------- | -------------- | ---- |
| Liga de Campeones de la UEFA | Chelsea F. C.        | Múnich         | 2012 |
| Copa Africana de Naciones    | Selección de Nigeria | Sudáfrica      | 2013 |
| Liga Europa de la UEFA       | Chelsea F. C.        | Ámsterdam      | 2013 |
| Juegos Olímpicos             | Nigeria olímpica     | Río de Janeiro | 2016 |

(*) Incluyendo la selección.